# Nicolás Samayoa
Nicolás Samayoa Pacheco (Città del Guatemala, 2 agosto 1995) è un calciatore guatemalteco, difensore del CSD Municipal.

## Carriera

### Club

#### Giovanili
Ha iniziato a giocare a calcio a livello scolastico con la Florida Gulf Coast University tra il 2014 e il 2017. Mentre era alla FGU, ha giocato 66 partite, segnato 6 reti e realizzato 4 assist.

#### New England Revolution
Il 21 gennaio 2018 fu scelto nel corso del quarto giro (78º assoluto) del SuperDraft MLS 2018 dai N.E. Revolution. Il 9 febbraio 2018 firma il contratto con la squadra.
Fa il suo esordio il 5 giugno 2018, nella sconfitta per 3-2 contro il Louisville City, in un incontro valido per la Lamar Hunt U.S. Open Cup.
L'11 giugno 2018, viene girato in prestito ai Las Vegas Lights nella United Soccer League.
Al termine della stagione 2018 viene svincolato dai New England.

### Nazionale
Con la nazionale guatemalteca Under-20 ha preso parte al campionato nordamericano di calcio Under-20 nel 2015, rimanendo in panchina in tutte e sei le gare.
Il 15 novembre 2018 ha esordito con la nazionale maggiore guatemalteca nell'amichevole persa per 7-0 contro Israele.

## Statistiche

### Presenze e reti nei club
Statistiche aggiornate al 19 dicembre 2021.
| Stagione              | Squadra               | Campionato            | Campionato | Campionato | Coppe nazionali | Coppe nazionali | Coppe nazionali | Coppe continentali | Coppe continentali | Coppe continentali | Altre coppe | Altre coppe | Altre coppe | Totale | Totale |
| Stagione              | Squadra               | Comp                  | Pres       | Reti       | Comp            | Pres            | Reti            | Comp               | Pres               | Reti               | Comp        | Pres        | Reti        | Pres   | Reti   |
| --------------------- | --------------------- | --------------------- | ---------- | ---------- | --------------- | --------------- | --------------- | ------------------ | ------------------ | ------------------ | ----------- | ----------- | ----------- | ------ | ------ |
| mar.-giu. 2018        | N.E. Revolution       | MLS                   | 0          | 0          | USOC            | 1               | 0               |                    | -                  | -                  |             | -           | -           | 1      | 0      |
| giu.-ott. 2018        | Las Vegas Lights      | USL                   | 2          | 0          |                 | -               | -               |                    | -                  | -                  |             | -           | -           | 2      | 0      |
| gen.-mag. 2019        | Comunicaciones        | LNF                   | 8          | 1          |                 | -               | -               |                    | -                  | -                  |             | -           | -           | 8      | 1      |
| 2019-2020             | Comunicaciones        | LNF                   | 20         | 2          |                 | -               | -               | CCL+CL             | 0+5                | 0                  |             | -           | -           | 25     | 2      |
| 2020-2021             | Comunicaciones        | LNF                   | 19         | 1          |                 | -               | -               |                    | -                  | -                  |             | -           | -           | 19     | 1      |
| 2021-2022             | Comunicaciones        | LNF                   | 8          | 0          |                 | -               | -               | CL                 | 7                  | 0                  |             | -           | -           | 15     | 0      |
| Totale Comunicaciones | Totale Comunicaciones | Totale Comunicaciones | 55         | 4          |                 | -               | -               |                    | 12                 | 0                  |             | -           | -           | 67     | 4      |
| Totale carriera       | Totale carriera       | Totale carriera       | 57         | 4          |                 | 1               | 0               |                    | 12                 | 0                  |             | -           | -           | 70     | 4      |

### Cronologia presenze e reti in nazionale
| Cronologia completa delle presenze e delle reti in nazionale ― Guatemala | Cronologia completa delle presenze e delle reti in nazionale ― Guatemala | Cronologia completa delle presenze e delle reti in nazionale ― Guatemala | Cronologia completa delle presenze e delle reti in nazionale ― Guatemala | Cronologia completa delle presenze e delle reti in nazionale ― Guatemala | Cronologia completa delle presenze e delle reti in nazionale ― Guatemala | Cronologia completa delle presenze e delle reti in nazionale ― Guatemala | Cronologia completa delle presenze e delle reti in nazionale ― Guatemala |
| Data                                                                     | Città                                                                    | In casa                                                                  | Risultato                                                                | Ospiti                                                                   | Competizione                                                             | Reti                                                                     | Note                                                                     |
| ------------------------------------------------------------------------ | ------------------------------------------------------------------------ | ------------------------------------------------------------------------ | ------------------------------------------------------------------------ | ------------------------------------------------------------------------ | ------------------------------------------------------------------------ | ------------------------------------------------------------------------ | ------------------------------------------------------------------------ |
| 15-11-2018                                                               | Netanya                                                                  | Israele                                                                  | 7 – 0                                                                    | Guatemala                                                                | Amichevole                                                               | -                                                                        |                                                                          |
| 27-9-2022                                                                | Houston                                                                  | Honduras                                                                 | 2 – 0                                                                    | Guatemala                                                                | Amichevole                                                               | -                                                                        | [ 10 ]                                                                   |
| 12-3-2023                                                                | San Jose                                                                 | Guatemala                                                                | 1 – 1                                                                    | Panama                                                                   | Amichevole                                                               | -                                                                        |                                                                          |
| 24-3-2023                                                                | Belmopan                                                                 | Belgio                                                                   | 1 – 2                                                                    | Guatemala                                                                | CONCACAF Nations League 2022-2023 - 1º turno                             | -                                                                        |                                                                          |
| 27-3-2023                                                                | Città del Guatemala                                                      | Guatemala                                                                | 4 – 0                                                                    | Guyana francese                                                          | CONCACAF Nations League 2022-2023 - 1º turno                             | 1                                                                        | 80’                                                                      |
| 7-6-2023                                                                 | Mazatlán                                                                 | Messico                                                                  | 2 – 0                                                                    | Guatemala                                                                | Amichevole                                                               | -                                                                        |                                                                          |
| 11-6-2023                                                                | Chester                                                                  | Trinidad e Tobago                                                        | 1 – 0                                                                    | Guatemala                                                                | Amichevole                                                               | -                                                                        |                                                                          |
| 15-6-2023                                                                | Carson                                                                   | Costa Rica                                                               | 0 – 1                                                                    | Guatemala                                                                | Amichevole                                                               | -                                                                        | 53’ 64’                                                                  |
| 27-6-2023                                                                | Fort Lauderdale                                                          | Guatemala                                                                | 1 – 0                                                                    | Cuba                                                                     | Gold Cup 2023 - 1º turno                                                 | -                                                                        | 44’                                                                      |
| 1-7-2023                                                                 | Houston                                                                  | Canada                                                                   | 0 – 0                                                                    | Guatemala                                                                | Gold Cup 2023 - 1º turno                                                 | -                                                                        |                                                                          |
| 4-7-2023                                                                 | Harrison                                                                 | Guadalupa                                                                | 2 – 3                                                                    | Guatemala                                                                | Gold Cup 2023 - 1º turno                                                 | -                                                                        |                                                                          |
| 9-7-2023                                                                 | Cincinnati                                                               | Guatemala                                                                | 0 – 1                                                                    | Giamaica                                                                 | Gold Cup 2023 - Quarti di finale                                         | -                                                                        |                                                                          |
| 7-9-2023                                                                 | Città del Guatemala                                                      | Guatemala                                                                | 2 – 0                                                                    | Honduras                                                                 | CONCACAF Nations League 2023-2024 - 1º turno                             | -                                                                        | 48’                                                                      |
| 10-9-2023                                                                | Città del Guatemala                                                      | Guatemala                                                                | 1 – 1                                                                    | Panama                                                                   | CONCACAF Nations League 2023-2024 - 1º turno                             | -                                                                        |                                                                          |
| 13-10-2023                                                               | Port of Spain                                                            | Trinidad e Tobago                                                        | 3 – 2                                                                    | Guatemala                                                                | CONCACAF Nations League 2023-2024 - 1º turno                             | -                                                                        |                                                                          |
| 17-10-2023                                                               | Panama                                                                   | Panama                                                                   | 3 – 0                                                                    | Guatemala                                                                | CONCACAF Nations League 2023-2024 - 1º turno                             | -                                                                        | 46’ 48’                                                                  |
| 21-3-2024                                                                | Harrison                                                                 | Ecuador                                                                  | 2 – 0                                                                    | Guatemala                                                                | Amichevole                                                               | -                                                                        |                                                                          |
| 24-3-2024                                                                | Houston                                                                  | Guatemala                                                                | 0 – 0                                                                    | Venezuela                                                                | Amichevole                                                               | -                                                                        |                                                                          |
| 27-5-2024                                                                | San Jose                                                                 | Guatemala                                                                | 1 – 1                                                                    | Nicaragua                                                                | Amichevole                                                               | -                                                                        | 74’                                                                      |
| 8-6-2024                                                                 | Road Town                                                                | Isole Vergini Britanniche                                                | 0 – 3                                                                    | Guatemala                                                                | Qual. Mondiali 2026                                                      | -                                                                        | 72’                                                                      |
| 14-6-2024                                                                | Landover                                                                 | Argentina                                                                | 4 – 1                                                                    | Guatemala                                                                | Amichevole                                                               | -                                                                        | 75’                                                                      |
| 9-9-2024                                                                 | Città del Guatemala                                                      | Guatemala                                                                | 0 – 0                                                                    | Costa Rica                                                               | CONCACAF Nations League 2024-2025 - 1º turno                             | -                                                                        |                                                                          |
| 11-10-2024                                                               | Georgetown                                                               | Guyana                                                                   | 1 – 3                                                                    | Guatemala                                                                | CONCACAF Nations League 2024-2025 - 1º turno                             | -                                                                        | 67’                                                                      |
| 15-10-2024                                                               | San José                                                                 | Costa Rica                                                               | 3 – 0                                                                    | Guatemala                                                                | CONCACAF Nations League 2024-2025 - 1º turno                             | -                                                                        |                                                                          |
| 25-3-2025                                                                | Città del Guatemala                                                      | Guatemala                                                                | 2 – 0                                                                    | Guyana                                                                   | Qual. Gold Cup 2025                                                      | -                                                                        | 80’                                                                      |
| 31-5-2025                                                                | Chattanooga                                                              | El Salvador                                                              | 1 – 1                                                                    | Guatemala                                                                | Amichevole                                                               | -                                                                        | 46’                                                                      |
| 6-6-2025                                                                 | Città del Guatemala                                                      | Guatemala                                                                | 4 – 2                                                                    | Rep. Dominicana                                                          | Qual. Mondiali 2026                                                      | 1                                                                        |                                                                          |
| 16-6-2025                                                                | Carson                                                                   | Giamaica                                                                 | 0 – 1                                                                    | Guatemala                                                                | Gold Cup 2025 - 1° turno                                                 | -                                                                        |                                                                          |
| 20-6-2025                                                                | San Jose                                                                 | Guatemala                                                                | 0 – 1                                                                    | Panama                                                                   | Gold Cup 2025 - 1° turno                                                 | -                                                                        |                                                                          |
| 24-6-2025                                                                | Houston                                                                  | Guadalupa                                                                | 2 – 3                                                                    | Guatemala                                                                | Gold Cup 2025 - 1° turno                                                 | -                                                                        |                                                                          |
| 29-6-2025                                                                | Minneapolis                                                              | Canada                                                                   | 1 – 1 (5 – 6 dtr)                                                        | Guatemala                                                                | Gold Cup 2025 - Quarti di finale                                         | -                                                                        |                                                                          |
| 2-7-2025                                                                 | St. Louis                                                                | Stati Uniti                                                              | 2 – 1                                                                    | Guatemala                                                                | Gold Cup 2025 - Semifinale                                               | -                                                                        |                                                                          |
| Totale                                                                   |                                                                          | Presenze                                                                 | 32                                                                       |                                                                          | Reti                                                                     | 2                                                                        |                                                                          |

### Cronologia presenze e reti in nazionale - Non riconosciute dalla FIFA
| Cronologia completa delle presenze e delle reti in nazionale ― Guatemala | Cronologia completa delle presenze e delle reti in nazionale ― Guatemala | Cronologia completa delle presenze e delle reti in nazionale ― Guatemala | Cronologia completa delle presenze e delle reti in nazionale ― Guatemala | Cronologia completa delle presenze e delle reti in nazionale ― Guatemala | Cronologia completa delle presenze e delle reti in nazionale ― Guatemala | Cronologia completa delle presenze e delle reti in nazionale ― Guatemala | Cronologia completa delle presenze e delle reti in nazionale ― Guatemala |
| Data                                                                     | Città                                                                    | In casa                                                                  | Risultato                                                                | Ospiti                                                                   | Competizione                                                             | Reti                                                                     | Note                                                                     |
| ------------------------------------------------------------------------ | ------------------------------------------------------------------------ | ------------------------------------------------------------------------ | ------------------------------------------------------------------------ | ------------------------------------------------------------------------ | ------------------------------------------------------------------------ | ------------------------------------------------------------------------ | ------------------------------------------------------------------------ |
| 23-10-2022                                                               | Malaga                                                                   | Qatar                                                                    | 2 – 0                                                                    | Guatemala                                                                | Amichevole                                                               | -                                                                        | 46’                                                                      |
| Totale                                                                   |                                                                          | Presenze                                                                 | 1                                                                        |                                                                          | Reti                                                                     | 0                                                                        |                                                                          |

## Palmarès

### Club

#### Competizioni internazionali
- CONCACAF League: 1

Comunicaciones: 2021